# Річка Каманасі
Рі́чка Камана́сі　(яп. 釜無川, かまなしがわ, МФА: [kamanaɕi gawa]) — річка в Японії. Протікає на заході западини Кофу префектури Яманасі. Бере початок у гори Нокоґірі, висотою 2966 м, що належить до гірської гряди Акаїсі. На межі містечок Фудзікава й Ікікава-Місато зливається з річкою Фуефукі, утворюючи річку Фудзі. Довжина — 64 км.